# ジーンズ・アンド・ディベロップメント
ジーンズ・アンド・ディベロップメント（Genes & Development）は、アメリカのコールド・スプリング・ハーバー研究所が出版する生物学に関する学術雑誌。略称はGenes Dev。

## 概要
創刊は1987年で、年に24回出版される。分子生物学、遺伝学、発生生物学を主に扱い、これらの分野においてはネイチャー、サイエンス、セルに準ずるインパクトファクター（論文の引用回数を示す指標）を持つ有力な学術誌である。
公開から6ヵ月以上が経過した記事は無料で閲覧可。